# Gouvernement de Tarnopol
1914–1917
Entités précédentes :
- Royaume de Galicie et de Lodomérie

Entités suivantes :
- Royaume de Galicie et de Lodomérie

Le gouvernement de Tarnopol (en russe : Тарнопольская губерния, Tarnopolskaïa goubernia, en ukrainien : Тернопільська губернія, Ternopilska goubernia) était une entité territoriale administrative (gouvernement) éphémère de la Russie impériale sur le territoire de la Galicie orientale occupée par les troupes russes lors de la Première Guerre mondiale, de septembre 1914 à juillet 1917.
L'offensive de Gorlice-Tarnów permet aux forces austro-hongroises et allemandes de reprendre le contrôle de la partie occidentale de la région, ce qui reste du gouvernement cesse d'exister en juillet 1917 après l'offensive de Tarnopol (de).

## Organisation
Le gouvernement, relevant du gouvernement général de Galicie, est divisé en 15 ouïezds et a pour capitale Tarnopol (le nom polonais est employé par l'administration russe).